# Manuel Rivera-Ortiz
Manuel Rivera-Ortiz (23. prosince 1968, Guayama) je americký fotograf portorikánského původu. Proslul především svými dokumentárními fotografiemi ze zemí třetího světa. Je řazen k tzv. sociální fotografii.

## Život a dílo
Vyrůstal ve velmi chudé rodině v Portoriku. Do USA přišel s rodinou v jedenácti letech. Vystudoval žurnalistiku na Nazareth College a Columbia University Graduate School of Journalism. Živil se poté jako novinářský fotograf (Democrat and Chronicle aj.), ale roku 2001 se osamostatnil, začal cestovat po chudých zemích světa a věnovat se fotografii dokumentární. V roce 2010 založil nadaci pro prodporu nezávislých fotografů ze zemí třetího světa: The Manuel Rivera-Ortiz Foundation for Documentary Photography & Film.
Dokumentoval život lidí v rozvojových zemích. Ovlivnila jej jeho vlastní zkušenost chlapce vyrůstajícího v chudé venkovské oblasti Portorika v 70. letech 20. století; svou práci nazval svou práci Celebration of Life (Oslava života) v chudobě. Fotografoval Kubu a srovnával tamní podmínky s Portorikem svého mládí, stejně tak jako v Indii, kde dokumentoval důstojnost příslušníků kasty Dalit (Nedotknutelní), nebo podmínky života indiánské etnické skupiny Aymarů v suché oblasti Bolívie. Také publikoval pojednání o Keni, Turecku a Thajsku.

## Galerie

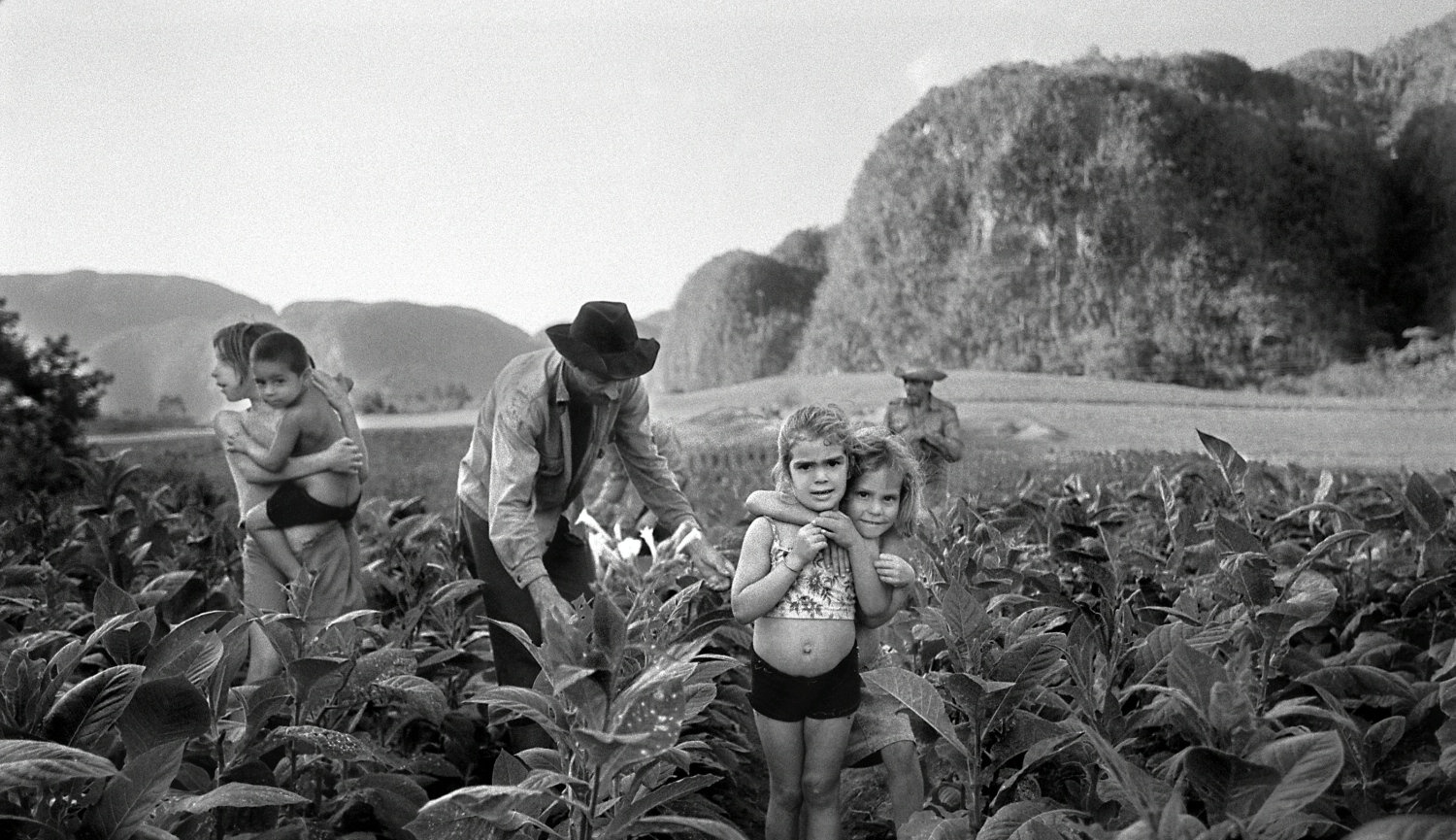
Tobacco Harvesting, Valle de Viñales, Kuba (2002)
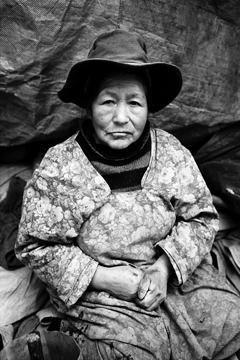
Widow Of The Mines, Potosí, Bolívie (2004)
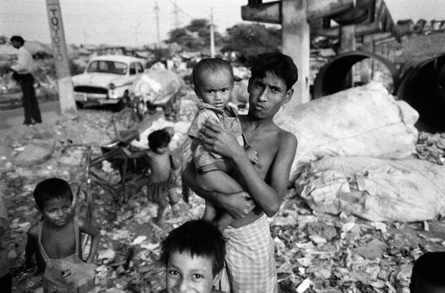
City Dump, Yamuna River Slum, Delhi, Indie (2005)